# Insuficiencia adrenal
La insuficiencia adrenal es una condición clínica que ocurre cuando las glándulas adrenales dejan de producir sus hormonas como es debido. Puede ocurrir súbitamente o puede instalarse crónicamente y por lo general es debido a una respuesta al estrés exagerado en contra del organismo ocasionando un fallo de la función suprarrenal. Se le conoce también como insuficiencia suprarrenal.

## Fisiología
Las glándulas adrenales se encuentran localizadas encima de cada riñón y constan, anatómicamente, de dos porciones: la corteza y la médula suprarrenal. La corteza se especializa en la secreción de cortisol, aldosterona y testosterona, mientras que la médula produce adrenalina y noradrenalina. Estas hormonas se liberan como respuesta al estrés.

## Síntomas
La insuficiencia adrenal puede ser asintomática y en muchos casos es una emergencia médica. Incluye los siguientes síntomas:
Debilidad, fatiga, anorexia, dolor abdominal, náuseas, vómitos, diarrea o estreñimiento, fiebre, dolor en los músculos y articulaciones e incluso pérdidas de orina por estado mental.

### Crisis adrenal
La crisis adrenal, o también llamada Crisis Adisoniana, es un conjunto de síntomas que indican insuficiencia adrenal severa. Esta puede resultar de un síndrome de Addison no diagnosticado, o mal controlado, o también patologías que afectan bruscamente la glándula adrenal como el síndrome Waterhouse-Friderichsen o la hiperplasia suprarrenal congénita clásica, también algún problema paralelo a una enfermedad de Addison bien controlada. Es una emergencia endocrinológica y es potencialmente letal, por lo cual requiere tratamiento inmediato con hidrocortisona endovenosa.
Los síntomas incluyen:
- Dolor repentino en piernas, abdomen y zona lumbar
- Vómito y diarrea repentinos que producen deshidratación
- Hipotensión
- Síncope
- Hipoglicemia
- Confusión y sicosis
- Letargia
- Hipercalemia
- Hipercalcemia
- Convulsiones
- Fiebre

Es causa de hipotensión que no responde a la reposición de volumen.

## Causas
Las causas incluyen:
- Insuficiencia Adrenal Aguda
  - Enfermedad de Addison (90 % adrenalitis autoinmune), en particular por supresión brusca del tratamiento corticoideo[3]
  - Shock séptico
  - Síndrome de Waterhouse-Friderichsen
  - Sepsis
- Insuficiencia Adrenal Crónica
  - Enfermedad de Addison
  - Hiperplasia suprarrenal congénita
  - Síndrome antifosfolípidos (hemorragia suprarrenal)[4]
  - Hemocromatosis[5]
  - Déficit familiar de glucocorticoides[6]

## Diagnóstico
El diagnóstico de una insuficiencia adrenal comienza con la presentación peculiar del cuadro clínico y se confirma con estudios de laboratorio clínico:
- Nivel de cortisol sérico en la mañana (8 a 9 a. m.) disminuido.
- Test de estimulación con ACTH a los 0, 30, 60 y 90 minutos que resulta inadecuado.
- Test de tolerancia a la insulina alterado.
- Niveles de CRH aumentado.

### Tabla diagnóstica
| Origen del problema          | CRH   | ACTH | DHEA | DHEA-S | cortisol | aldosterona | renina | Na   | K    | Causas5 |
| Hipotálamo (terciario)1      | bajo  | bajo | bajo | bajo   | bajo3    | bajo        | bajo   | bajo | bajo | tumor del hipotálamo (adenoma), anticuerpos, causas ambientales, TEC                                                                           |
| Hipófisis (secundario)       | alto2 | bajo | bajo | bajo   | bajo3    | bajo        | bajo   | bajo | bajo | tumor de la hipófisis (adenoma), anticuerpos, causas ambientales, TEC, neurocirugía6, síndrome de Sheehan                                      |
| Glándula adrenal (primario)7 | alto  | alto | alto | alto   | bajo4    | bajo        | alto   | bajo | alto | tumor de la glándula adrenal, Estrés, anticuerpos, causas ambientales, Enfermedad de Adison, trauma, resección quirúrgica, tuberculosis miliar |

| 1 | Implica inmediatamente diagnóstico de insuficiencia secundaria |
| 2 | Sólo si la producción de CRH en el hipotálamo está intacta     |
| 3 | Valores dobles o más en estimulación                           |
| 4 | Valores menores sal doble en estimulación                      |
| 5 | Más común, no incluye todas las causas                         |
| 6 | Generalmente asociado a un macroadenoma                        |
| 7 | Incluye Enfermedad de Addison                                  |

## Tratamiento
- Crisis adrenal

- Fluidos intravenosos
- Esteroides intravenosos, después hidrocortisona, prednisona o metilprednisolona vía oral

- Déficit de cortisol (primario y secundario)

- Hidrocortisona (Cortef) (entre 20 y 35 mg)
- Prednisona (Deltasone) (7.5 mg)
- Prednisolona (Delta-Cortef) (7.5 mg)
- Metilprednisolona (Medrol) (6 mg)
- Dexametasona (Decadron) (0.25 mg hasta 1 mg, en dosis más alta puede producir un Cushing iatrogénico)

- Déficit de mineralcorticoides

- Fludrocortisona (Florinef) (para el balance de sodio, potasio y agua)